# (15220) Sumerkin
(15220) Sumerkin (1981 SC7) – planetoida z pasa głównego asteroid okrążająca Słońce w ciągu 4,03 lat w średniej odległości 2,53 j.a. Odkryta 28 września 1981 roku.